# ليستير كراون
ليستير كراون (بالإنجليزية: Lester Crown)‏ هو رائد أعمال أمريكي، ولد في 7 يونيو 1925.

## وصلات خارجية
- ليستير كراون على موقع إن إن دي بي (الإنجليزية)